# NGC 7636
NGC 7636 (другие обозначения — PGC 71245, ESO 470-2, MCG -5-55-5) — линзообразная галактика (S0) в созвездии Скульптор.
Этот объект входит в число перечисленных в оригинальной редакции «Нового общего каталога».